# وسط روسيا
وسط روسيا، أو المنطقة الوسطى من روسيا، أو المنطقة الوسطى من الجزء الأوروبي من روسيا، هو مصطلح شرطي يعرّف الجزء الأوروبي الأوسط من روسيا، الذي يتميز بمناخ قاري معتدل ونباتات الغابات. تاريخياً، تباينت مساحة وسط روسيا بناءً على الغرض الذي تستخدم من أجله. قد تشير، على سبيل المثال، إلى روسيا الأوروبية، باستثناء شمال القوقاز (وفقًا لتعريف أوروبا المقبول في روسيا، فإن القوقاز ليس جزءًا من أوروبا)، أو إلى روسيا الأوروبية بأكملها.
في العهد السوفياتي، كان المصطلح يشير إلى «الاتحاد السوفياتي - المنطقة الوسطى من (الجزء الأوروبي) من الاتحاد السوفياتي».
لم يتم صياغة هذا المصطلح بشكل دقيق، لذلك في مصادر مختلفة يمكن أن يعني مناطق جغرافية مختلفة. ومع ذلك، فإن هذا المصطلح منتشر في الحياة اليومية والأدب الشعبي، وكذلك العلمي والموسوعي.

## تاريخ المصطلح
ظهر هذا المصطلح لأول مرة في ميثاق الغابات في عام 1785 وفي «مراجعة الإمبراطورية الروسية في حالتها الحالية المبنية حديثًا» (1787) بواسطة مساعد بول الأول، إس آي. بليشيف، حيث تنقسم أراضي روسيا بأكملها إلى خطوط شمالية ومتوسطة ومنتصف النهار. تم تقسيم المشارب إلى ولايات، وتلك، على التوالي، إلى مقاطعات. لسهولة الوصف، تم تقسيم كل نائب للملك إلى ثلاث نطاقات. كان للمصطلح معنى تطبيقيًا في ظروف الاقتصاد الزراعي، مما يسمح لك بتجميع الوحدات الإدارية بسرعة حسب المناطق المناخية. بعد أن راجع بول الأول التقسيم الإداري الإقليمي لروسيا، وألغى الحكام وأنشأ المقاطعات في عام 1796، استمر استخدام المصطلح بشكل أساسي من قبل المهندسين الزراعيين والغابات وعلماء الأرصاد الجوية وعلماء النبات. لهذا السبب فإن هذا التعريف غير موجود في قاموس بروكهاوس وإيفرون الموسوعي (1890-1907). هذه العبارة موجودة في بعض المنشورات العلمية الشهيرة على الأقل عام 1940. على سبيل المثال، كانت أدلة مصنع PF Maevsky في الأصل، في القرن التاسع عشر، تسمى "Flora of Central Russia"، وبنفس الاسم أعيد طبعها في عام 1926 و1928، ولكن بالفعل في عام 1940 تم نشر إعادة طبع هذا الدليل تحت عنوان «فلورا من المنطقة الوسطى في الجزء الأوروبي من الاتحاد السوفياتي».

## المراجع

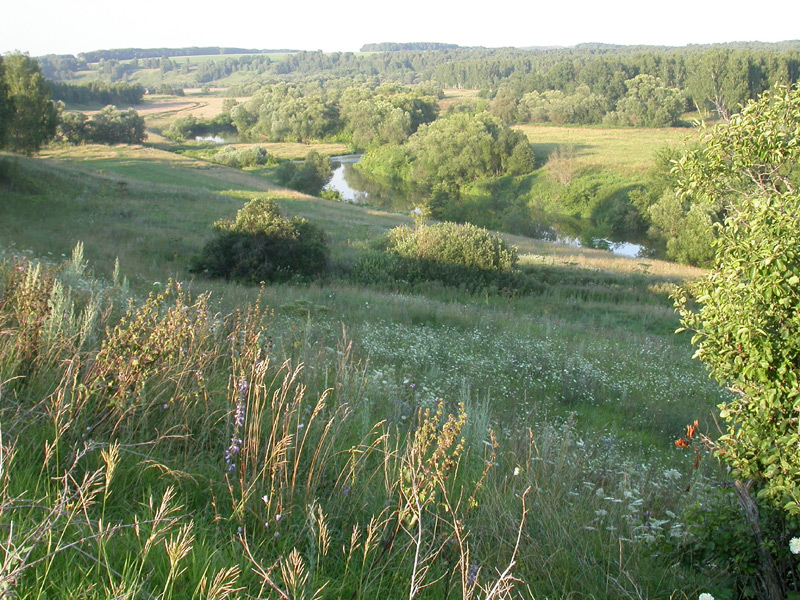
المناظر الطبيعية النموذجية لوسط روسيا. نهر أوستر بالقرب من مدينة زاريسك، موسكو أوبلاست.